# NGC 6032
NGC 6032 (другие обозначения — UGC 10148, MCG 4-38-16, ZWG 137.21, IRAS16008+2105, PGC 56842) — спиральная галактика с перемычкой (SBb) в созвездии Геркулес.
Этот объект входит в число перечисленных в оригинальной редакции «Нового общего каталога».